# Entedon procerus
Entedon procerus är en stekelart som beskrevs av Schauff 1988. Entedon procerus ingår i släktet Entedon och familjen finglanssteklar. Inga underarter finns listade i Catalogue of Life.